# Monethe paraplesius
Monethe paraplesius är en fjärilsart som beskrevs av Hans Ferdinand Emil Julius Stichel 1917. Monethe paraplesius ingår i släktet Monethe och familjen Riodinidae. Inga underarter finns listade i Catalogue of Life.